# Васильєва Катерина Миколаївна
Катери́на Микола́ївна Васи́льєва , до шлюбу Лаврова (28 серпня 1829, Москва, Російська імперія — 9 травня 1877, Берн, Швейцарія) — російська драматична акторка. 
Виступала на сцені Малого театру в Москві. 
Наприкінці 1857 — на початку 1858 гастролювала в Нижньому Новгороді.
Тарас Шевченко бачив Васильєву у драмі А. Коцебу «Син кохання», пє'сі М. Полевого «Мати іспанка» (записи в «Щоденнику» 6 жовтня та 12 листопада 1857), комедії О. Островського «Бідна наречена» і у мелодрамі Т. Бар'єра «Паризькі старці», про що згадав у своїй статті «Бенефис г-жи Пиуновой, января 21 1858 года».